# Рупелски вятър
Рупелският вятър (на гръцки: Ρουπελιώτης, Рупелиотис) е хладен и сух северен вятър, който следва долината на Струма през Сярското поле и достига до Струмския залив. Когато духа рупелският вятър в Сяр, почти едновременно в Солунското поле духа друг вятър, вардарецът. Скоростта е подобна на тази на вардареца - честотата му е около 40-50 дни в годината, a в около 10 дни в годината е бурен и интензивността му надхвърля 8 по скалата на Бофорт. Поради сухотата в районите, където ветровете духат, и в съчетание с ниските температури, могат да нанесат щети на реколтата.
Рупелският вятър е с много сходни характеристики като вардареца, но според някои източници рупелският вятър е с много по-слаба интензивност. Средната му честота варира в около 35 дена в годината, в студения период.